# Kasteel Buitenhof

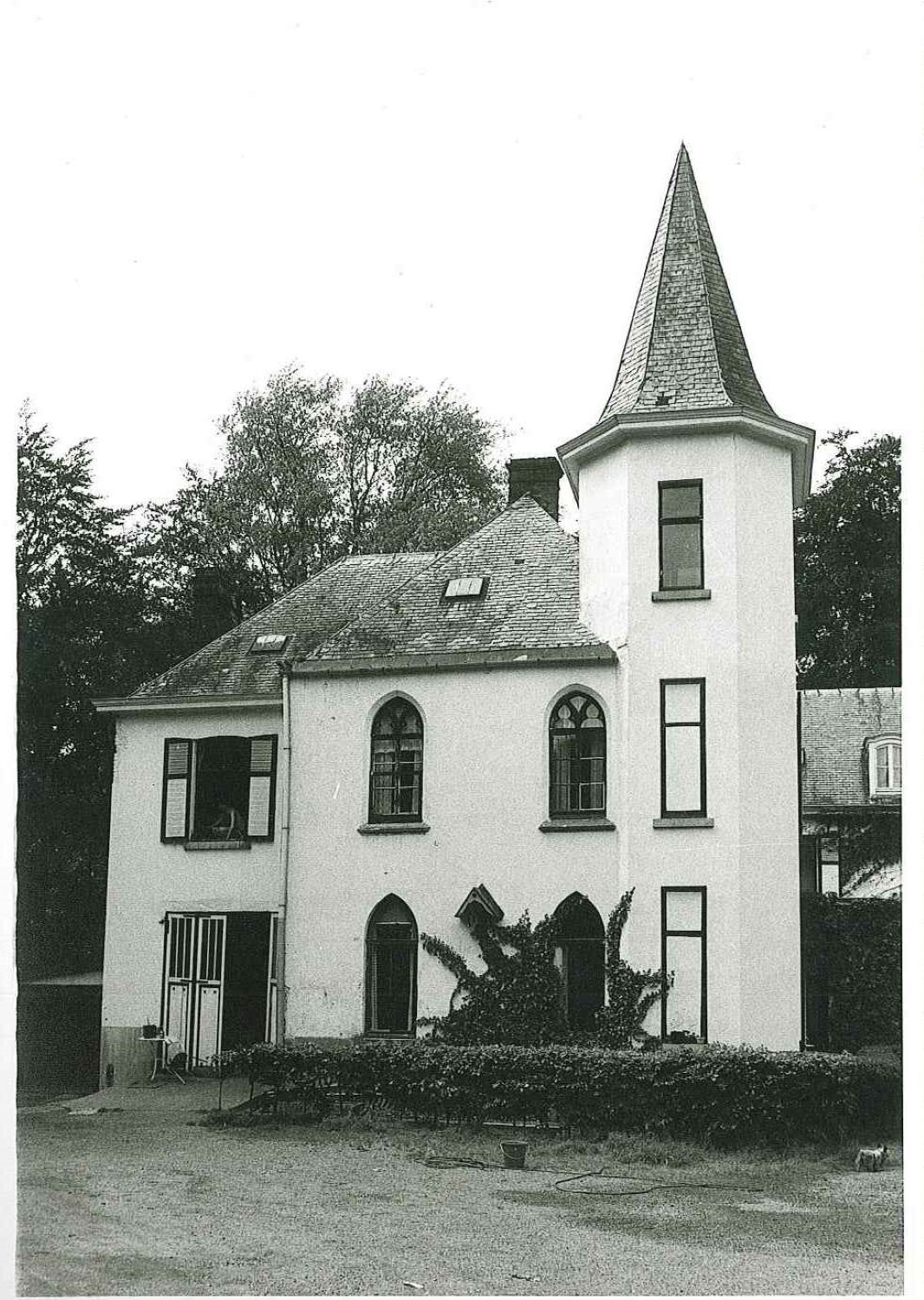
Kasteel Buitenhof

Het Kasteel Buitenhof is een kasteel in de tot de Oost-Vlaamse gemeente Destelbergen behorende plaats Heusden, gelegen aan de Meersstraat 31.
Al in de 1e helft van de 18e eeuw was hier een omgrachte buitenplaats. In 1778 werd ene Paret genoemd die in bezit was van een huyse van pesantie binnen en buiten wallet. Begin 20e eeuw kwam het aan cementfabrikant A. Dutry-Massy en deze liet de buitenplaats vergroten met onder meer een torentje. In 1932 werden de grachten gedempt en werd ten noordwesten een vleugel aangebouwd.